# Rhinolophus marshalli
Rhinolophus marshalli — вид рукокрилих родини Підковикові (Rhinolophidae).

## Поширення
Країни проживання: Лаос, Малайзія, М'янма, Таїланд, В'єтнам. Сідала лаштує в печерах та тріщинах скель. Терпимо ставиться до дуже порушеного середовища проживання.

## Загрози та охорона
Немає серйозних загроз для цього виду. Зустрічається у багатьох охоронних територій.